# Tomomi Okazaki

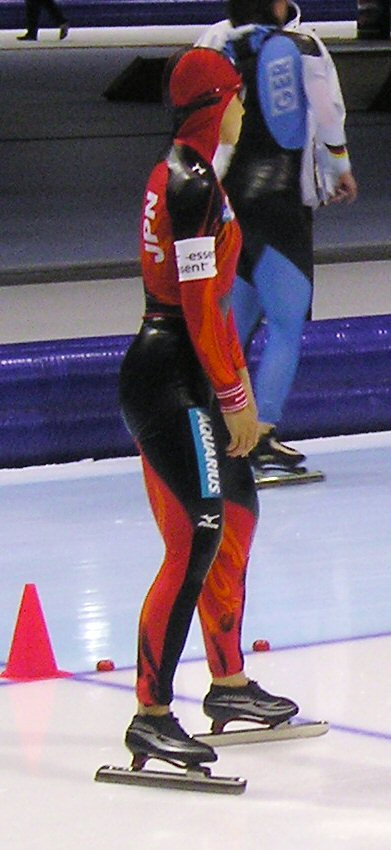
Tomomi Okazaki (2006)

Tomomi Okazaki (Japans: 岡崎朋美, Okazaki Tomomi) (Kiyosato, (Subprefectuur Okhotsk), 7 september 1971) is een Japanse langebaanschaatsster. Ze is gespecialiseerd in de korte afstanden.
Op de Olympische Winterspelen in Nagano in 1998 behaalde Okazaki een bronzen medaille op de 500 meter. Acht jaar later tijdens de Spelen van 2006 werd ze op diezelfde afstand vierde.
Okazaki behaalde tweemaal de zilveren medaille in het eindklassement van de Wereldbekerwedstrijden op de 500 meter. Bij de WK afstanden haalde Okazaki drie zilveren medailles op die afstand, in 1996, 1998 en 1999.
Okazaki is lid van het Japanse Fuji Skate team.
In Januari 2020 deed Tomomi Okazaki mee aan de Winter World Master Games te Innsbruck op de Olympische baan waar ook Kees Verkerk reed. De Winter World Master Games zijn in feite de officieuze Olympische Spelen voor de 30+ sporter gesteund door het IOC . Zij sluit hiermee (voorlopig) haar schaatscarrière af met goud op de 500m. Ze startte in haar leeftijdscategorie van W45. Tevens wint zij ook nog goud op de 1.000m . 

## Persoonlijke records
| Afstand    | Tijd    | Datum            | Baan           |
| ---------- | ------- | ---------------- | -------------- |
| 500 meter  | 37,66   | 7 maart 2009     | Salt Lake City |
| 1000 meter | 1.15,19 | 23 januari 2005  | Salt Lake City |
| 1500 meter | 2.00,25 | 12 augustus 2005 | Calgary        |
| 3000 meter | 4.37,10 | 16 december 2001 | Nagano         |

#### Wereldrecords laaglandbaan (officieus)
| Nr. | Afstand   | Tijd  | Datum            | Baan   |
| --- | --------- | ----- | ---------------- | ------ |
| 1.  | 500 meter | 38,99 | 22 december 1997 | Nagano |

## Resultaten
| Jaar | WK Sprint | WK Afstanden       | Olympische Spelen  |
| ---- | --------- | ------------------ | ------------------ |
| 1994 |           |                    | 14e 500m           |
| 1995 | 14e       |                    |                    |
| 1996 | 7e        | 500m · 7e 1000m    |                    |
| 1997 | 11e       | 9e 500m 15e 1000m  |                    |
| 1998 | 10e       | 500m · 12e 1000m   | 500m · 7e 1000m    |
| 1999 | 6e        | 500m · 7e 1000m    |                    |
| 2000 | 9e        | 8e 500m 16e 1000m  |                    |
| 2001 | 12e       | 10e 500m           |                    |
| 2002 | 13e       |                    | 6e 500m            |
| 2003 |           | 17e 1000m          |                    |
| 2004 | 9e        | 11e 500m 17e 1000m |                    |
| 2005 | 7e        | 5e 500m 14e 1000m  |                    |
| 2006 | 11e       |                    | 4e 500m 16e 1000m  |
| 2007 | 17e       | 5e 500m            |                    |
| 2008 |           |                    |                    |
| 2009 | 13e       | 8e 500m 14e 1000m  |                    |
| 2010 | 9e        |                    | 16e 500m 34e 1000m |

### Medaillespiegel
| Kampioenschap     | Goud | Zilver | Brons |
| ----------------- | ---- | ------ | ----- |
| WK Afstanden      | 0    | 0      | 3     |
| Olympische Spelen | 0    | 0      | 1     |

- Bibliotheek van het Japanse parlement: 01213378
- Virtual International Authority File: 257688948